# Coenonympha nana
Coenonympha nana är en fjärilsart som beskrevs av Marcel Caruel 1947. Coenonympha nana ingår i släktet Coenonympha och familjen praktfjärilar. Inga underarter finns listade i Catalogue of Life.